# Eparchia chanty-mansyjska
Eparchia chanty-mansyjska – jedna z eparchii Rosyjskiego Kościoła Prawosławnego, z siedzibą w Chanty-Mansyjsku. 
Eparchia powstała na mocy decyzji Świętego Synodu Rosyjskiego Kościoła Prawosławnego z 30 maja 2011, wydzielającej z eparchii tobolskiej i tiumeńskiej dwie nowe: salechardzką oraz chanty-mansyjską. Granice eparchii do 2014 pokrywały się z obszarem Chanty-Mansyjskiego Okręgu Autonomicznego – Jugry.
Pierwszym biskupem chanty-mansyjskim i surguckim został Paweł (Fokin).
25 grudnia 2014 z eparchii chanty-mansyjskiej wydzielono eparchię jugorską. Obydwie eparchie weszły w skład utworzonej tego samego dnia metropolii chanty-mansyjskiej.